# Клан Далрімпл
Клан Далрімпл (шотл. - Clan Dalrymple) - один з кланів рівнинної частини Шотландії - Лоуленду. На сьогодні клан не має визнаного герольдами Шотландії вождя, тому називається «кланом зброєносців». 
Гасло клану: Firm - Зміцнювати.
Резиденція вождя клану: Замок Далрімпл

## Історія клану Далрімпл
Найдавніша згадка про клан Далрімпл в історичних документах датується 1371 роком. Вождь клану Адам де Далрімпл згадується в грамоті щодо земель Дунур, які належали Джону Кеннеді. У 1390 році згадується Джеймс Далрімпл у грамоті щодо власності графа Файф Роберта. Джон де Далрімпл був ректором в Единбурзі в 1392 році. Гілберт Далрімпл був звільнений з Тауера у 1413 році. Не ясно коли і при яких обставинах він потрапив в англійський полон. Джон Далрімпл двічі відвідував Англію по справах і двічі йому видавали щодо цього охоронну грамоту, в якій гарантували йому безпеку під час перебування в Англії - у 1447 та 1459 році. Про Фергуса Далрімпла відомо, що він був прихильником графа Кассіліса і отримав відстрочку покарання за вбивство в 1526 році. Люди з клану Далрімпл служили в шотландській гвардії королів Франції. У списках гвардійців вони записуються як Де Ромпл (фр. - de Romple). У 1699 році Х’ю Далрімпл купив замок Танталлон. У той час Х’ю Далрімпл був суддею і крім цього володів вотчинами Норт Бервік, Басс, Фідра і деякими іншими землями. До цього замок Танталлон був у власності Джеймса Дугласа - II маркіза Дугласа, ХІІ графа Ангуса. Він програвся в карти і змушений був через картярські борги продати за безцінь замок і землі навколо нього. На той час замок уже був в руїнах, там ніхто не жив. Х’ю Далрімпл не турбувався про замок і дозволив стихії і часу руйнувати його далі. Проте клан Далрімпл та його вожді спробували реставрувати замок у XIX столітті. Але на це у них не вистачило коштів. У 1924 році нащадки вождів клану Далрімпл передали замок уряду Великої Британії. Тоді нащадком вождів клану Далрімпл був сер Х'ю Гамільтон-Делрімпл. Замок з того часу перебуває під опікою Товариства історичної спадщини Шотландії. У замку Танталлон неодноразово помічали привидів. Так у 2009 році професор психології Річард Вайсман зробив фотографію в замку Танталлон на якій зафіксовано привида - людина серед руїн у давньому одязі. Експерти підтвердили, що це не підробка і на фото не може бути ніхто з гідів чи місцевих жителів. І це був не перший факт спостереження цього привида.  
Сер Х'ю Далрімпл - лорд Норт-Бервік (1652 - 1737) був шотландським суддею і політиком. Він був третім сином Джеймса Далрімпла - І віконта Стайр. Він був комісаром в Единбурзі, комісаром парламенту Шотландії в Нью-Галлоуей, в Бург у 1690 році та в Норт-Бервік з 1702 році. Сер Х'ю Далрімпл був деканом факультету адвокатів у 1696 році, отримав титул баронета Нової Шотландії. в 1698 році. У цьому ж році він успадкував все майно свого батька, титул лорда суду, титул лорда Норт Бервік. Він займав цю посаду до своєї смерті. Він був уповноваженим щодо договору про союз між Англією та Шотландією в 1702 році і в 1703 році. Він посадив на честь союзу між Англією та Шотландією буки, що збереглись і донині (2009). 